# Sergiu Ursu
Sergiu Ursu (26 aprile 1980) è un discobolo e pesista moldavo naturalizzato rumeno.
Ha un primato personale di 64,74 m nel lancio del disco.

## Biografia

### Doping
Trovato positivo al nandrolone in un test antidoping ha subito una squalifica dalle competizioni di due anni dal 6 febbraio 2004 fino al 5 febbraio 2006.
L'11 marzo 2014 viene nuovamente trovato positivo ad un test antidoping al Dehydrochloromethyltestosterone e squalificato due anni dalle competizioni dal 13 maggio 2014 al 12 maggio 2016.

## Palmarès
| Anno | Manifestazione           | Sede       | Evento           | Risultato | Prestazione | Note |
| ---- | ------------------------ | ---------- | ---------------- | --------- | ----------- | ---- |
| 1999 | Europei juniores         | Riga       | Getto del peso   | 7º        | 16,56 m     |      |
| 2001 | Europei under 23         | Amsterdam  | Getto del peso   | 8º        | 18,59 m     |      |
| 2003 | Mondiali                 | Parigi     | Lancio del disco | 13º       | 61,98 m     |      |
| 2006 | Europei                  | Göteborg   | Lancio del disco | 9º        | 62,48 m     |      |
| 2007 | Mondiali                 | Osaka      | Lancio del disco | 25º (q)   | 59,22 m     |      |
| 2010 | Europei                  | Barcellona | Lancio del disco | 8º        | 63,11 m     |      |
| 2012 | Europei                  | Helsinki   | Lancio del disco | 28º       | 56,85 m     |      |
| 2013 | Giochi della Francofonia | Nizza      | Lancio del disco | Oro       | 62,87 m     |      |